# Erskine (Scozia)
Erskine (in gaelico scozzese: Arasgain) è una città dell'area amministrativa del Renfrewshire (Scozia, Regno Unito).

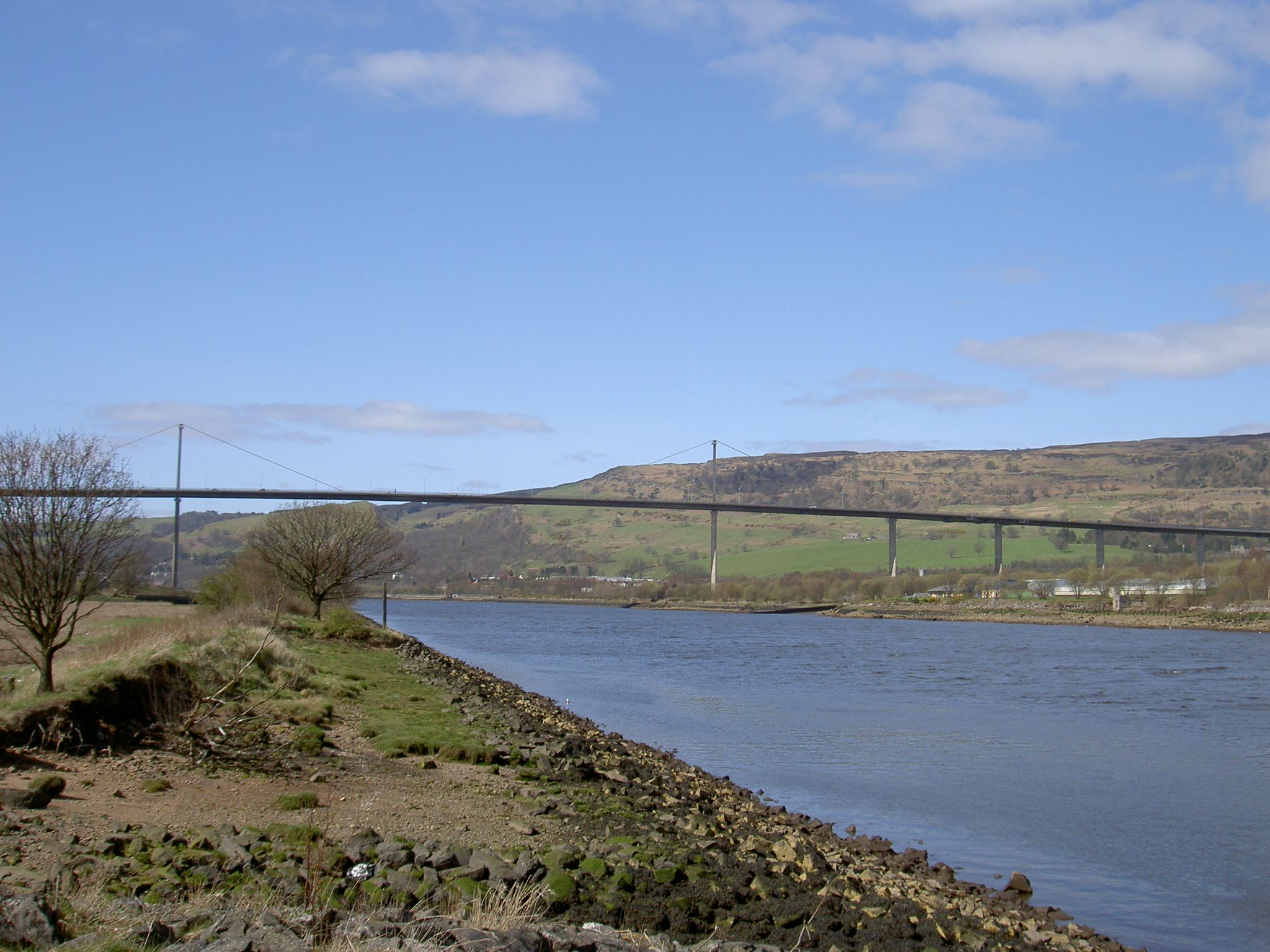
Erskine Bridge

## Generalità
Erskine si trova sulla riva meridionale del fiume Clyde, nelle vicinanze dell'aeroporto internazionale di Glasgow (circa 4 km a sud di Erskine). Si trova nell'area metropolitana di Glasgow e confina con Renfrew, Bishopton, Inchinnan e Paisley.
Il principale monumento di Erskine è un ponte sospeso (Erskine Bridge) alto 38 metri e lungo 1310 metri progettato da William Brown e inaugurato nel 1971.